# Birger Kjellgren

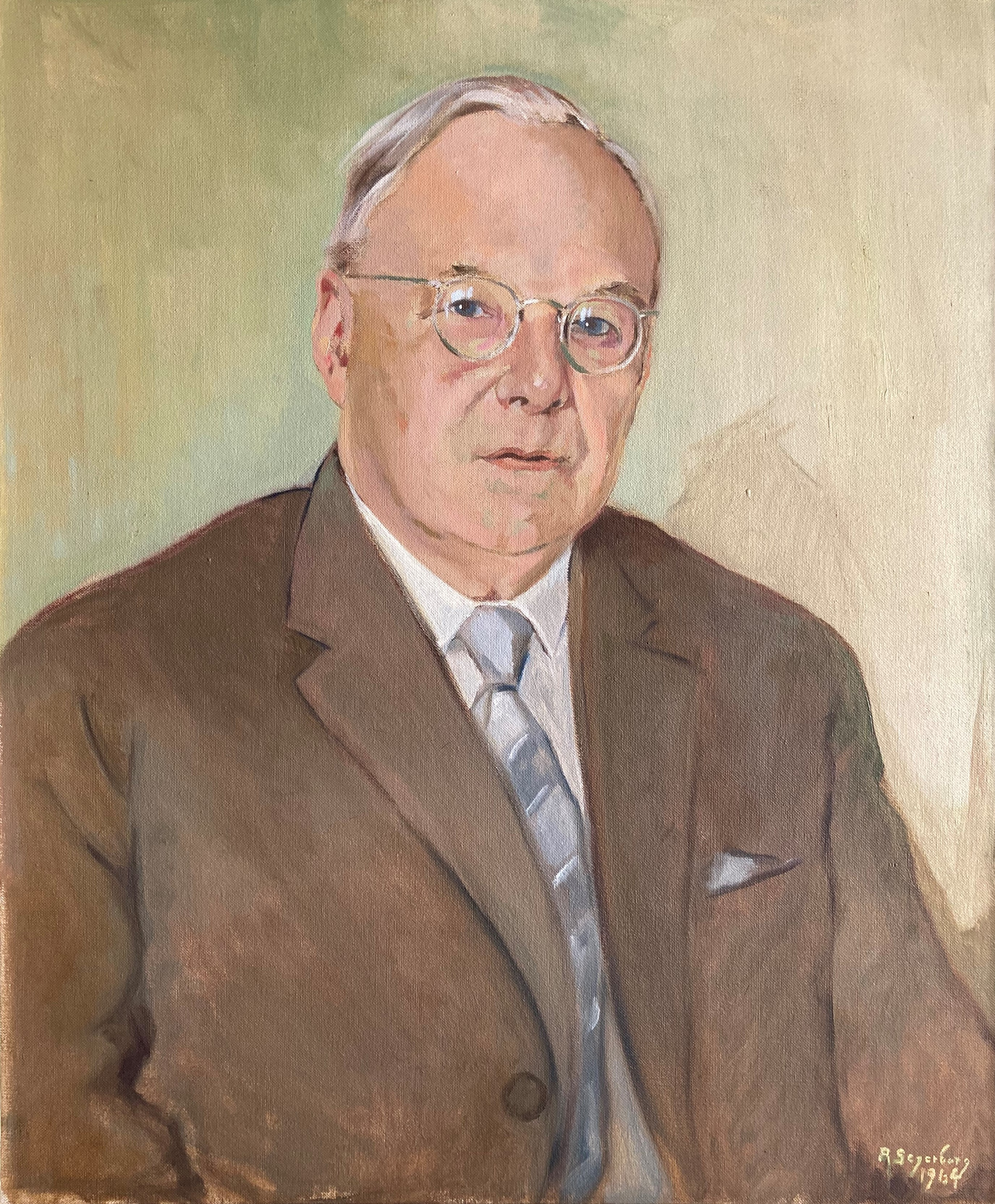
Porträtt av Birger Kjellgren, målat 1964 av A. Segerberg. Privat ägo.

Birger Svante Teodor Kjellgren, född 6 maj 1896 i Dalby socken, Värmland, död 23 september 1981 i Nacka, var en svensk tandläkare.
Birger Kjellgren var son till distriktsveterinären Nils Hugo Kjellgren i Uddeholm. Han avlade studentexamen i Skara 1914 och tandläkarexamen 1917. Han utövade tandläkarpraktik och skoltandvård i Kalmar 1918–1919 och praktik i Åmål 1919–1924 samt studerade ortodonti (tandreglering) i USA 1924–1925. Från 1925 innehade han praktik som ortodontist i Stockholm, varjämte han 1927–1928 var extra lärare, 1928–1929 var extra laborator och 1929–1931 var tillförordnad laborator vid Tandläkarinstitutets protesavdelning. Från 1936 var han övertandläkare och chef för Eastmaninstitutets dentalortopediska avdelning. Bland Kjellgrens många uppdrag märks, att han tillhörde styrelsen för Svenska tandläkaresällskapet 1927–1935 och åter från 1940, redigerade Svensk tandläkaretidskrift 1928–1931, var sekreterare i Sveriges tandläkareförbund 1933–1935 och medlem av 1944 års tandläkarundervisningskommitté. Han skev bland annat om ortodonti, exempelvis Ortodontins betydelse ur paradentossynpunkt (1929) och Prognos för retinerade tänder (1942), och även om tandläkekonsten i USA.

## Privatliv
Birger Kjellgren gifte sig 1931 med tandläkaren Kerstin Arvidsson, född Sundberg. Tillsammans fick de tre barn.